# Hydrogénosulfure
L'ion hydrogénosulfure est un anion de formule chimique HS−. Également appelé bisulfure, il ne doit pas être confondu avec l'anion disulfure S22−. Ses sels peuvent avoir une odeur putride reconnaissable. C'est une base forte. Ses solutions sont corrosives et attaquent la peau.
L'ion HS− est un réactif important au laboratoire et dans l'industrie, essentiellement dans l'industrie papetière (procédé kraft) et textile, mais aussi pour produire des flaveurs synthétiques ou encore en sidérurgie.
On en connaît un grand nombre de sels, comme l'hydrogénosulfure de sodium NaSH, le bisulfure de potassium KSH et l'hydrosulfure d'ammonium NH4SH. Certains composés décrits comme des sels de l'ion sulfure S2− sont en réalité constitués essentiellement d'ions hydrogénosulfure HS−. Par exemple, la forme hydratée du sulfure de sodium Na2S, souvent écrite Na2S·9H2O, est mieux décrite par NaSH·NaOH·8H2O.
Les solutions aqueuses d'hydrogénosulfure absorbent les rayonnements électromagnétiques autour de 230 nm, dans l'ultraviolet. Ceci a permis de détecter l'anion HS− dans les océans, et dans les eaux usées.